# دامبو (فیلم ۲۰۱۹)
دامبو (انگلیسی: Dumbo) یک فیلم در ژانر ماجراجویی فانتزی به کارگردانی تیم برتون و محصول سال ۲۰۱۹ ایالات متحده آمریکا است. فیلم‌نامه این فیلم توسط ایرن کروگر بر اساس پویانمایی به همین نام محصول سال ۱۹۴۱ ساخته کمپانی والت دیزنی به رشته تحریر درآمده است. کالین فارل، اوا گرین، مایکل کیتون، دنی دویتو و آلن آرکین ستارگان فیلم هستند. فیلم داستان یک خانواده را دنبال می‌کند که در یک سیرک مشغول به کار هستند و مواجه با یک بچه فیل عجیب که گوش‌های بسیار بزرگ دارد باعث می‌شود تا زندگی آن‌ها دچار دگرگونی شود.
کمپانی دیزنی در ادامه روند تولید فیلم سینمایی از آثار انیمیشن کلاسیک خود و بعد از تجربه‌هایی همچون مالیفیسنت و دیو و دلبر، از سال ۲۰۱۴ شروع به مقدمات ساخت فیلمی بر اساس شخصیت دامبو کرد. تیم برتون در مارس ۲۰۱۵ به عنوان کارگردان انتخاب شد. کار فیلم‌برداری از ژوئیه تا نوامبر ۲۰۱۷ به طول انجامید و بیش‌تر فیلم در لندن جلوی دوربین رفت.
دامبو در تاریخ در ۲۹ مارس ۲۰۱۹ توسط استودیو سینمایی والت دیزنی به صورت جهانی اکران شد. فیلم با واکنش‌های متوسطی از سوی منتقدان همراه بود. عملکرد تیم بازیگری به خصوص مایکل کیتون و دنی دویتو و سبک ویژه برتون مورد تحسین قرار گرفت اما منتقدان نسبت به فیلم‌نامه فیلم انتقاداتی داشتند. دامبو ۳۵۳ میلیون دلار در سراسر جهان فروش کرد در حالی که ۱۷۰ میلیون دلار بودجه ساخت آن بوده است.

## داستان
هولت فریر، ستاره سابق سیرک، پس از بازگشت از جنگ جهانی اول برای گذراندن زندگی، دوباره وارد سیرک می‌شود. هولت متوجه می‌شود که همسرش فوت کرده است و سیرک نیز با مشکلات مالی روبه‌رو شده است و مکس دویچی، صاحب سیرک، مسئولیت مراقبت از فیلی تازه متولدشده با گوش‌های بزرگ را به او می‌دهد. بچه فیل به خاطر گوش‌های خیلی بزرگش، مورد تمسخر قرار می‌گیرد و مردم به او لقب دامبو می‌دهند. در ادامه فرزندان هولت، جو و میلی، متوجه می‌شوند که دامبو می‌تواند با گوش‌هایش پرواز کند و این اتفاق باعث می‌شود تا دامبو به ستاره معروف سیرک تبدیل شود. در این هنگام سرمایه‌گدار شروری به نام وندویر، با همکاری بندبازی به نام کولت سعی می‌کند تا سیرک و دامبو را به دست بیاورد.

## بازیگران
- کالین فارل در نقش هولت فریر: کهنه‌سرباز قطع عضو از جنگ جهانی اول است که توسط مکس دویچی به عنوان مدیر فیل‌های سیرک منصوب می‌شود.
- مایکل کیتون در نقش وندویر: یک سرمایه‌گذار شرور که سعی در به دست آوردن مدیریت سیرک دارد.
- دنی دویتو در نقش مکس دویچی: رئیس خوش‌قلب و مهربان سیرک.
- اوا گرین در نقش کولت: هنرمند فرانسوی و بند باز سیرک و همکار وندویر.
- آلن آرکین در نقش جی. گریفین رمینگتون، یک سرمایه‌گذار
- نیکو پارکر در نقش میلی فریر، دختر شجاع و بخشنده هولت که برخلاف پدر و مادر و برادرش، به اکتشافات علمی علاقه دارد
- روشن ست در نقش پرامش سینگ، یک افسونگر مار
- دئوبیا اوپاری در نقش رونگو، پهلوانی قوی که به عنوان حسابدار سیرک نیز کار می‌کند
- جوزف گات در نقش نیلز اسکلینگ، شکارچی اهل آفریقای جنوبی و دست راست وندویر

## جوایز
- نامزد جایزه ساترن بهترین فیلم فانتزی
- نامزد جایزه ساترن بهترین موسیقی
- نامزد جایزه ساترن بهترین طراحی صحنه
- نامزد جایزه تریلر طلایی بهترین پویانمایی خانوادگی
- نامزد جایزه تریلر طلایی بهترین پوستر پویانمایی